# Kowalicze (leśniczówka)
Kowalicze – dawna osada leśna położona w miejscu leżącym obecnie na Białorusi, w obwodzie grodzieńskim, w rejonie grodzieńskim, w sielsowiecie Kwasówka.
W latach 1921–1939 leśniczówka należała do gminy Indura, powiatu grodzieńskiego w ówczesnym województwie białostockim. Według Powszechnego Spisu Ludności z 1921 roku leśniczówkę zamieszkiwało 7 osób, wszystkie były wyznania rzymskokatolickiego i zadeklarowały polską przynależność narodową. Był tu 1 budynek mieszkalny.
Miejscowość należała do parafii rzymskokatolickiej w Kwasówce i prawosławnej w Indurze. Podlegała pod Sąd Grodzki w Indurze i Okręgowy w Grodnie; właściwy urząd pocztowy mieścił się w Indurze.